# Aradi és Csanádi Egyesült Vasutak
Az Aradi és Csanádi Egyesült Vasutak (röviden ACsEV) egy magyar vasúttársaság volt. 1893-ban alakult az Arad–Körösvölgyi Vasút és az Arad–Csanádi Vasút egyesítésével. A vasúttársaság és előd vasútjai a helyiérdekű vasutak első sikeres hazai példájának tekinthető. Vonalai behálózták Arad, Csanád és Békés vármegyét. Az ACsEV elsőként vezette be a mozdonyos vonatok helyetti motorvontatást, mely a kiadások jelentős csökkenésével járt. Építkezései és üzletvitele példát jelentett a hazai mellékvonalak számára. A trianoni békeszerződés után vonalainak jelentős része Romániához került. A Magyarországon maradt hálózat 1927-től 1945-ös államosításáig Szeged–Csanádi Vasút néven üzemelt tovább.

## Előzményei
Az 1867-es kiegyezés után lehetővé vált a magyar vasúthálózat hazai érdekek alapján történő fejlesztése. Elsődleges cél a vasúti fővonalak építése volt, mely hatalmas kiadásokkal járt, és nem ritkán hatalmas panamákkal és botrányokkal. A vasútfejlesztési tervek csak a legnagyobb városok között, illetve fő kereskedelmi útvonalak mentén kiépítendő vasutakkal számoltak, melyek nyereségét a nagy forgalom garantálta. Nyugat-Európai példák alapján Hollán Ernő vezette be Magyarországon az „olcsó vasutak” fogalmát, melyek később helyiérdekű vasútként vonultak be a köztudatba. Ezek a vasutak egyszerű üzletvitellel, olcsón megépíthető pályával rendelkeznek. Távoli nagybankok és befektetők pénze helyett a helyi földbirtokosok, települések pénzén épülnek, a befektetett tőke kamatát elsősorban nem a vasútüzemi nyereség, hanem az vasútépítésben érintett birtokosok vasúti szállításból eredő közvetlen haszna garantálja.

## Az Arad–Körösvölgyi Vasút
A vasút építésének elindítója borosjenői Atzél Péter volt, aki 30 000 holdas uradalommal rendelkezett Arad vármegyében. A vasút tervezésével és kivitelezésével Boros Béni mérnököt bízta meg, aki már több hazai vasútvonal építésében részt vett. Boros 1873-ban készítette el az Arad–Körösvölgyi vasút tervezetét, mely egy Aradtól Borosjenőig terjedő 58 km hosszú vonallal számolt. A megvalósításhoz a minisztériumtól engedélyt kértek, kamatbiztosítást azonban nem. A minisztérium 1875. május 24-én iktatta törvénybe a vállalkozás engedélyokiratát. A vasúttársaság 1875. december 29-én tartotta alakuló közgyűlését. Elnöke Atzél Péter, a vezérigazgató Boros Béni lett. A vonal tervezett költsége 1 162 500 Ft volt, melyből 735 000 Ft-ot jegyeztek részvényben a tulajdonosok, a hiányzó összeget hitelből fedezték.
A helyi birtokosok és községek bevonása az építkezésbe előnyös volt a kisajátítási költség alacsony volta miatt. Ezzel elkerülhetővé vált a spekuláció. Magyar mérföldenként mindössze 4631 Ft volt a kisajátítás ára, míg a Tiszavidéki vasút esetében ez 16808, A Magyar Keleti Vasút esetében 37500, a Kassa-Oderbergi Vasút esetében 64200 Ft volt.
1876 tavaszán indult meg az építkezés. Az Arad és Pankota közötti 40 km-es vonalszakaszt 1877. február 1-jével, míg a Pankota–Borosjenő közötti 21 kilométeres szakaszt 1877. május 10-ével adták át a forgalomnak. A vonal építési költsége a fővonali építkezések töredéke volt. Ezt az egyszerű műszaki kialakítás, a síkvidéki terep és a nagy építkezésekkel együtt járó panamázások elmaradása indokolta.
A vasút a forgalmat saját járműparkkal bonyolította le, mivel a Tiszavidéki Vasút túl drágán vállalta volna a vonal kiszolgálását. Kezdetben a járműpark 3 mozdonyból és 68 vagonból állt. Az első Arad nevű mozdonyt a bécsi Siegl gépgyártól vették 18 000 forintért, míg a másik kettő Világosvár és Borosjenő nevű mozdonyt 21 000 forintért a Magyar Királyi Államvasutak Gépgyárától. A vonalon napi két személyvonatpár közlekedett, valamint piacnapokon még egy vonatpár. A tehervonatokat igény szerint közlekedtették. A vasút jövedelmezőnek bizonyult. Az első 1877-es csonka évet 3,83%-os nyereséggel zárták, míg 1879-ben 10,14% nyereséget termelt. A vasúttársaság négy év múlva már tovább is terjeszkedett, 1881. szeptember 25-én nyílt meg a 26 kilométeres Borosjenő–Borossebes szakasz.
Az Arad–Körösvölgyi Vasút az olcsón kiépíthető helyiérdekű vasutak (HÉV) előfutára volt. A magyar állam is felismerte ezen vonalak fontosságát, „a helyi érdekü vasutakról” szóló 1880. évi XXXI. törvénycikk lefektette építésük, üzemeltetésük jogi kereteit. Ennek hatására eljött a HÉV-ek korszaka, a következő évtizedekben egészen az első világháború kitöréséig soha nem látott mértékben bővült az ország vasúthálózata.

## Az Arad–Csanádi Vasút

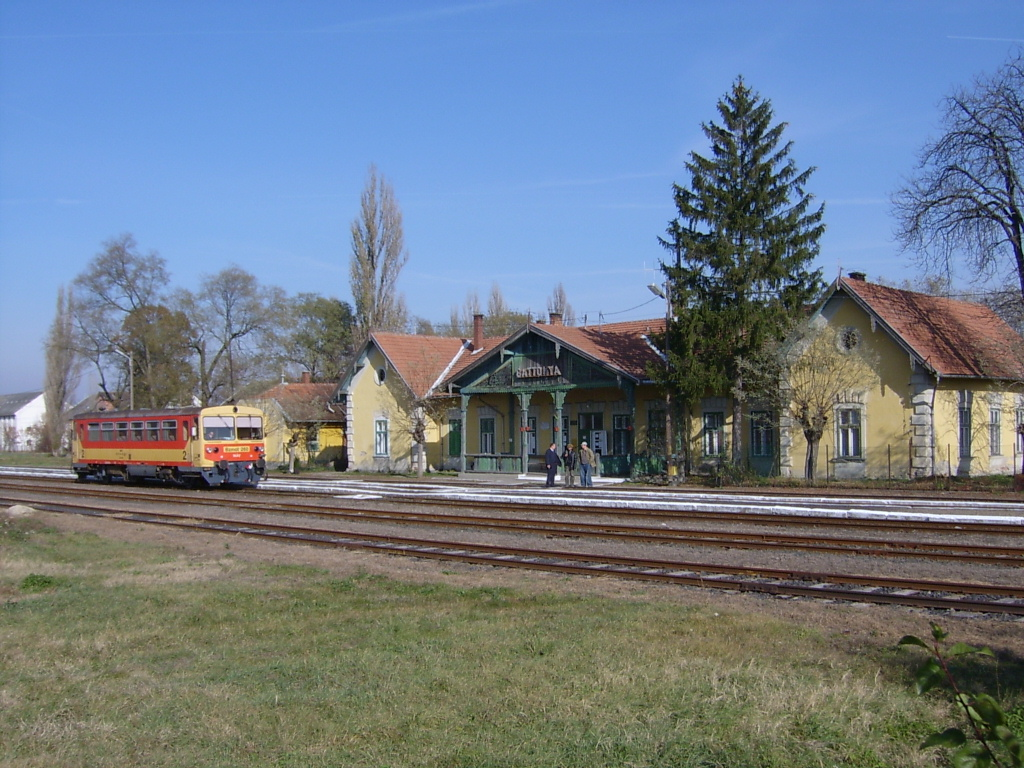
Battonya vasútállomása

Az Arad–Csanádi Vasút a borosjenői vonal mintájára épült. Csanád megyei érdekeltek Boros Bénit bízták meg a tervezéssel, aki egy Arad–Szeged vonallal, és egy belőle leágazó Mezőhegyes–Kétegyháza vonallal számolt. A vasút építését az 1881. évi XLVII. törvénycikk engedélyezte:
Az engedélyesek, u. m. Lonovits József és érdektársai: Vásárhelyi Béla, Boros Béni, jogot nyernek egy Aradról - kapcsolattal a m. kir. államvasutak aradi állomásával és az arad-körösvölgyi vasut vonalával - kiinduló és Pécska, Battonya, Mezőhegyes, Palota, Nagylak, Magyar-Csanád, Apátfalva, Makó, Kis-Zombor, Szőregh érintésével és kapcsolattal az osztrák államvasut szőreghi állomásához Uj-Szegedig, továbbá a fővonalból kiágazólag, Mezőhegyesről kiindulva, Mező-Kovácsháza, Magyar-Bánhegyes érintésével Kétegyházáig vezetendő mozdonyvasut épitésére és üzletére; a kormány azonban felhatalmazással bir esetleg a fővonalból kiágazó kisebb szárnyvonalak épitésére az engedélyt a megnevezett engedélyeseknek hasonló feltételek alatt szintén megadni.
Az építkezés 1882. tavaszán kezdődött. A vonalhálózat több részletben épült ki:
- 1882. november 5. Szőreg–Kiszombor (19 km)
- 1882. november 25. Arad–Battonya–Mezőhegyes (32 km)
- 1883. január 5. Kiszombor–Makó (5 km)
- 1883. május 20. Makó–Mezőhegyes–Kétegyháza (77 km)

Kétegyházától külön vonalként épült meg a hálózathoz szervesen kapcsolódó Kétegyháza–Kisjenő vonal, mely 1884. január 1-jén nyílt meg.

## Az ACsEV évei

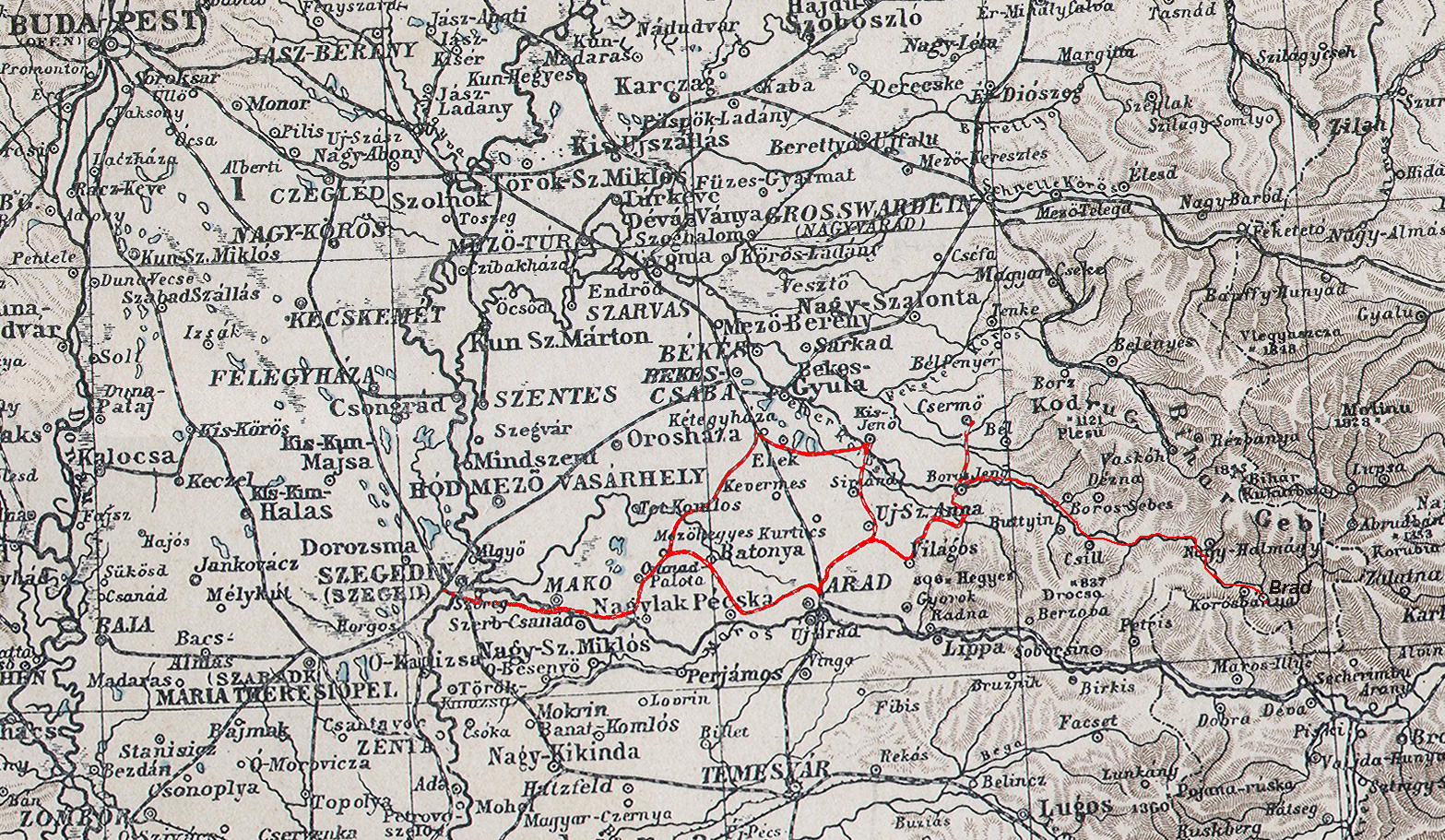
Aradi és Csanádi Egyesült Vasutak 1910

Az Arad–Csanádi Vasút vonalainak építését és üzletvezetését az Arad–Körösvölgyi Vasút végezte. Kézenfekvő volt a két vasúttársaság egyesítése. 1885. december 28-ától közös igazgatóság alatt működtek, majd az alapító okiratok egyesítésével 1893-ban létrejött az Aradi és Csanádi Egyesült Vasutak (ACsEV). A vasút 1917-ig mindig nyereséges volt. A részvényesek évente 5% osztalékot kaptak, a többlet nyereségből tartalékot képeztek a rosszabb évekre. A tartalék magánvagyonba földek, bányák faiskolák, erdők és gyárak tartoztak, melyek értéke 1910-ben 1 281 788 K-t tett ki.
1890-ben az ACsEV előd vasútjai is bevezették a Baross Gábor nevéhez köthető zóna-díjszabást. A vasútvonalakat 15 kilométeres zónákra osztották, ezzel együtt a személyszállítás díját 30%-kal csökkentették. A személyforgalom ennek hatására ugrásszerűen megnőtt - mind az utasok számában, mind az utazások hosszában. 1888-ban 294 992 utas összesen 1 959 500 kilométert utazott, míg 1891-ben 475 300 utas 18 105 000 km-t.
A hálózat már a közös igazgatóság fennállása alatt is tovább bővült a Kisjenő–Újszentanna (1887. december 25.) és a Borosjenő–Csermő (1889. január 5., 14 km) vonalakkal. Több részletben készült el a hegyvidéki, Brádig tartó vasútvonal:
- 1889. december 5. Borossebes–Gurahoncz (22 km)
- 1895. november 7. Gurahoncz–Nagyhalmágy (26 km)
- 1896. december 6. Nagyhalmágy–Brád (29 km)

ACsEV felismerte a ráhordó jellegű keskeny nyomközű vasutak építésének jelentőségét, melyek a következő évtizedekben sorra épültek ki a helyiérdekű vasutak mellett. A részvénytársaság maga is részt vett kisvasutak alapításában: Wenckheim Frigyes nagybirtokos saját költségén építette ki 1892-ben a Borossebes–Menyházafürdő közötti 22 kilométer hosszú, személyszállításra is berendezett 760 mm nyomközű kisvasutat. Boros Béni kezdeményezésére 1894-ben kezdődött az Alföldi Első Gazdasági Vasút hálózatának kiépítése, mely Csanád és Békés megyéket behálózó hatalmas kisvasúti hálózattá nőtte ki magát. A társaságban a részvények ötödét jegyezte az ACsEV. A társaság elnöke Boros Béni lett, aki 1896-ban bekövetkezett haláláig viselte a tisztséget. Az első vonal Mezőkovácsháza–Kupapuszta között épült 15,4 km hosszan, kizárólag áruszállításra. Az igazi üzleti sikert a Mezőkovácsháza–Békéscsaba (korabeli megnevezéssel Kovácsháza–Csaba) vonal jelentette, melyen a személyszállítás is megindult. Az AEGV támogatta leágazó tanyai vágányok építését, még közelebb hozva a birtokosokhoz a vasutat.
Mind az ACsEV, mind az AEGV élen járt a motorvontatás bevezetésében, mely sokkal gazdaságosabb volt a személyforgalom számára, mint gőzmozdonyok üzemeltetése. 1902-ben kísérleti jelleggel egy Daimler-féle és egy Bánki-féle benzinmotoros motorkocsi beszerzését tervezték. A Daimler-féle kocsi mellett szólt, hogy Württembergben már sikerrel üzemelt. A kocsi 100 liter benzinnel 200 km távolságot tudott megtenni 40 km/h átlagsebességgel. 8 másodosztályú és 30 harmadosztályú ülőhellyel rendelkezett. A próbaüzem 6 hónapon át tartott, maga Daimler is Aradra utazott, de sorozatos meghibásodások sokáig lehetetlenné tették a menetrend szerinti forgalomba állítását. A benzinmotortól hibái miatt a Ganz cégtől Bánki-motor helyett de Dion-Bouton rendszerű gőzmotorkocsit rendeltek.
A két motorkocsit végül sikeresen üzemképes állapotba hozták. Műtanrendőri próbájukat 1903. március 15-én tartották Láng Lajos kereskedelemügyi miniszter és mintegy 70 szakmabeli jelenlétében. Aradtól Makóig, majd Mezőhegyesig 126 km-t tettek meg a Boros Béni 2 névre keresztelt Ganz gőzmotorkocsival, majd Mezőhegyesről Mezőkovácsházára utaztak (12,7 km) a benzinmotoros kocsival. Végül Mezőkovácsházáról Békéscsabára az AEGV gőzmotorkocsiján utazva tették meg az 50 km-es távot. Az ACsEV és AEGV sikeres motorkocsi üzeme áttörést jelentett a helyiérdekű vasutak számára, országos figyelem irányult az új járművek felé. Az ACsEV így 23 évvel megelőzte az állami vasúttársaságot: A MÁV sokáig elvetette a motorvonati üzem lehetőségét, inkább kis teljesítményű „motorpótló” gőzmozdonyok gyártásába kezdett. Végül csak 1926-ban állt rá motorkocsik beszerzésére a BCmot sorozattal.
1903. március 15-étől megindult a rendszeres motorkocsi forgalom Arad és Mezőhegyes között, majd három újonnan beszerzett kocsival Arad–Pankota és Arad–Kisjenő között. A gőzmotorkocsi-üzem költsége kilométerenként 12,7 fillér, a benzinmotorkocsik 14,8 fillér volt, szemben a gőzmozdonyos üzem 38 filléres költségével.
Az utasforgalom is fellendült. Az 1897-1902 évek átlagos évi 1 000 000 utasával szemben 1903-ra 1 218 303, 1905-re 1 586 036-ra nőtt az utasszám.
A Daimler-gyár ugyan felajánlotta egy új, megbízhatóbb kocsi elkészítését 50–60 km átlagsebességgel, viszont az ACsEV a de Dion-Bouton gyár benzin-villamos rendszerű motorkocsijaiban látta a fejlődés útját, melyből 22 darab 40 lóerős és 14 darab 70 lóerős motorral felszerelt példányt vásároltak. Az vonatok férőhelyének növelése érdekében a motorkocsik mellé 37 darab mellékkocsit is beszereztek. A kocsik az aradi Weitzer-gyárban készültek. 1906. március 1-jétől Arad–Szeged, június 10-étől Arad–Brád között az országban elsőként kizárólagosan motorkocsik bonyolították le a forgalmat.
A megnövekedett utasszám azonban mellékkocsik közlekedtetését igényelte, amelyek vontatásához sokszor kevés volt a motorkocsik teljesítménye. Ezért a Le Havre-i Westinghouse gyártól 80, majd 90 lóerős motorokat vásároltak, amiket a meglévő motorkocsikba építettek be. A kocsik átalakításával 1913 őszére lett kész a társaság. Az első négy gőzmotorkocsit, valamint a Daimler-motorkocsit ekkorra már üzemen kívül helyezték, előbbieket pótkocsiként használták fel.

## Alkalmazott felépítmény
Az Arad–Körösvölgyi Vasút az első vonalait még a HÉV-törvény előtt építette, így könnyebbséget kapott, elegendő volt 18 kg/fm tömegű síneket beépítenie. A vasúttársaság azonban előrelátásának köszönhetően vállalta a többletköltséget, és nagyobb, 23,6 kg/fm tömegű, „e” jelű vassíneket fektetett. A 6,0 m hosszú 7 db 2,20m hosszú talpfára erősítették, szilárd sínillesztéssel. Az ACsEV két előd társasága ugyanazokat a sínrendszereket alkalmazta, kivéve két vonalon: a csermői vonalon 5,5m hosszú, 32,5 kg/fm tömegű „b” jelű, az újszentanna-kisjenői vonalon 8 méter hosszú, 24,92 kg/fm tömegű „k” jelű síneket fektettek. Az egyesült társaság később is az „e” jelű síneket használta a cserékhez, azonban a kifogásolható sínminőség miatt később „eI” síneket használtak. A tölgyfa aljakat a társaság a saját erdeiből nyerte. A 2,8 m széles, 25 cm vastag ágyazathoz az építésekhez közeli helyekről kitermelt bánya- és folyami kavicsot, illetve homokot használtak. A bányákhoz sokszor több kilométer hosszú saját iparvágányt is építettek, amelyeket később más vasúttársaságok is igénybe vettek. Az alacsony teherbírású felépítményen 7,5 t tengelyterhelést és 23 km/h sebességet engedélyeztek. A mozdonyokon-kalauzkocsikban a sebességet már akkor, folyamatosan ellenőrizték, tachográf-szerű berendezéssel.

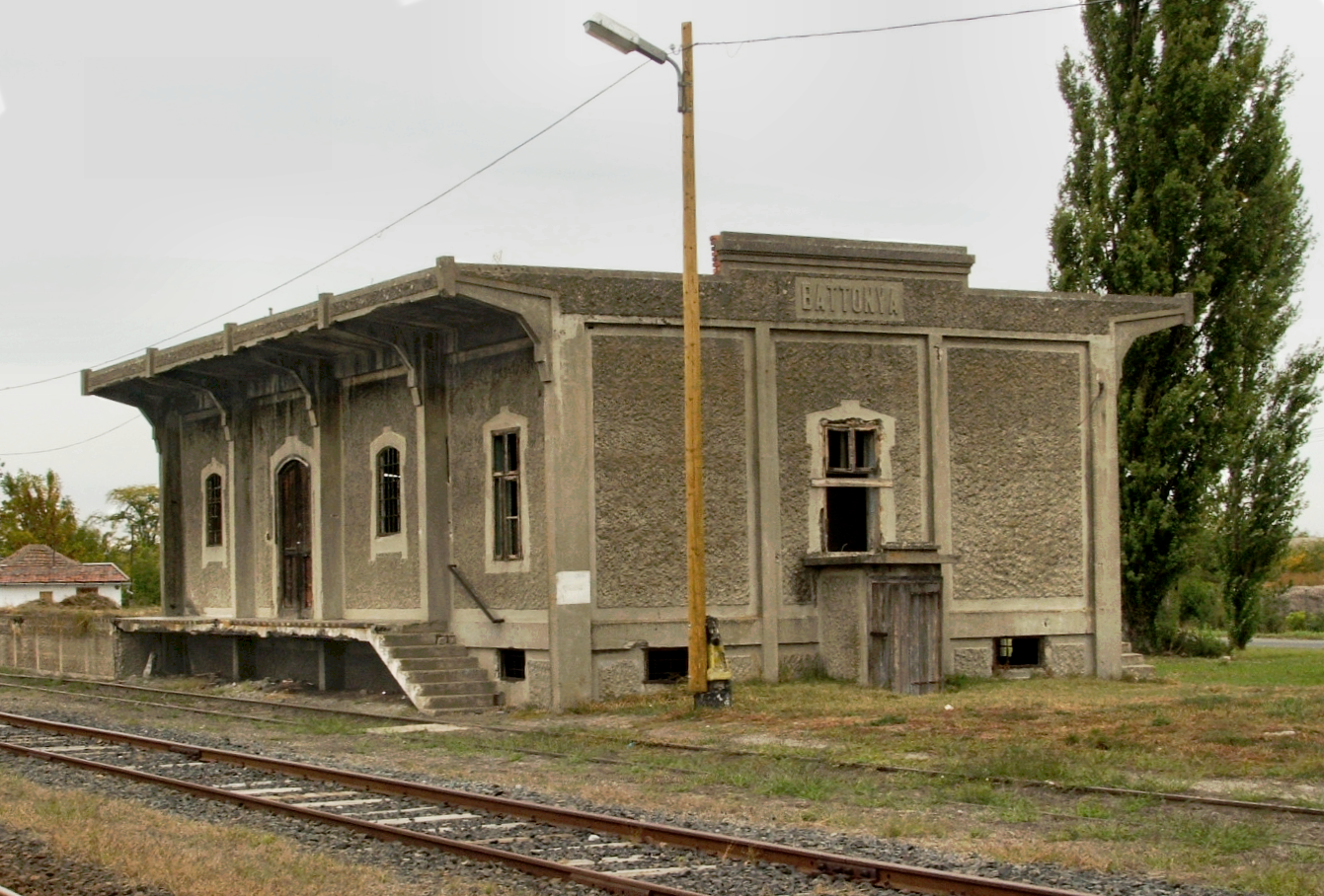
Az Arad–Csanádi Vasút Zielinski-féle szabvány vasbeton áruraktára Battonyán

Az Arad-Csanádi HÉV társaság több nagy hidat is épített: 1882-ben a Maroson négynyílású, összesen 103,2m hosszú, Howe-rendszerű, faszerkezetű hidat, a Maros árterében pedig egy 18 nyílású, 116,2 méter hosszú és egy 10 nyílású, 66,14 méter hosszú, feszítőműves, faszerkezetű hidat építettek. A többi viszonylag nagyobb fahíddal együtt ezeket is fokozatosan átépítették vasszerkezetűre. A Fehér-Körösön 1881 és 1896 között nyolc híd épült, eleinte fagerenda hidak, később kőpilléreken fekvő vasgerenda, illetve rácsos hidak. 1895-ben a Gurahoncz-Nagyhalmágy vonalszakaszon egy 246,6 méter hosszú, burkolt falazatú alagutat is építettek.
Az engedmények folytán az állomások épületei is szerényebbek voltak, sőt több helyen vert falat is alkalmaztak – szemben a HÉV-szabvány téglaépületeivel. A felvételi épületek többsége földszintes, a jelentősebb épületek esetében a vágánytér felőli oldalon az épület két végén oromzatos végpavilont, középen faragásos díszítéssel ellátott verandákat alakítottak ki. Az ACsEV értékes technikatörténeti emlékei a Zielinski Szilárd mérnök-professzor tervei alapján felépített vasbeton szerkezetű áruraktárak. A társaság a legegyszerűbb jelző- és távíróberendezéseket alkalmazta, az útátjárók túlnyomó részét nem védte sorompó.

## Trianon után
A trianoni békeszerződés szétszabdalta az egységes magyar vasúthálózatot, vonalakat, tájegységeket és gazdasági egységeket vágva szét. Az ACsEV különösen nagy vesztese volt a szerződésnek, összes vonalhosszának kétharmada román részre került. Magyarországon maradtak a Szőreg–Mezőhegyes–Kétegyháza, Mezőhegyes–Battonya és Kétegyháza–Elek vonalszakaszok valamint az AEGV teljes hálózata, a határ Battonya és Ópécska, illetve Elek és Ottlaka között metszette a társaság vonalait. Romániához került az ACsEV székhelye, Arad is. 1919-20-ban a megszálló román hadsereg kifosztotta az országot. 1920. március 29-én a román hadsereg kivonulásával az ACsEV összes motorkocsiját román területre vitték. A vonalakat a járműállományban szintén nagy károkat szenvedett MÁV szolgálta ki mozdonyos vonatokkal.
Az ACSEV Románia által elcsatolt területeken fekvő szakaszai 1923-tól voltak a CFR kezelésében, míg 1927-ben megváltotta azokat. 1920–24 közt a CFR bekötötte Nagyszalontáról a trianoni államhatárt meghúzó kisantant-korridorvonalat az ACSEV Újszentanna–Kétegyháza vonalszakaszába. A 35 km új pálya építését valószínűleg már 1919 első felében elrendelték. 1933-ig a két nyomvonal találkozásánál nyíltvonali elágazás üzemelt (Nădab Ramificaţie), a Fehér-Körösön pedig fahíd. Ennek kiváltásakor épült párhuzamos egyvágányú pálya.   
Az 1924. V. 27-én átadott vonalon Illye határában új állomást létesített a CFR, belekötvén a Mátra–Körösvidéki HÉV vonalának megszerzett részét, Kötegyán felé pedig felhagyván azt, a régi Illye állomással együtt.
A magyarországi vonalakat 1923-tól a GYSEV kezelte. 1927. február 5-étől a Szeged–Csanádi Vasút vette át az ACsEV hálózatát, melyet 1945 november 16-án államosítottak, így a vonalait ma a MÁV kezeli, jelenleg a 121-es számú Békéscsaba–Kétegyháza–Mezőhegyes–Újszeged és a 125-ös számú Mezőtúr–Battonya vonalakat alkotják. A Kétegyháza–Elek vonalszakasz és az AEGV teljes hálózata megszűnt.